# Овлаші (заказник)
Овлаші́ — ландшафтний заказник місцевого значення в Україні. Об'єкт розташований на території Роменського району Сумської області, між селами Москівщина та Овлаші Довгопільської сільської ради. 

## Зображення

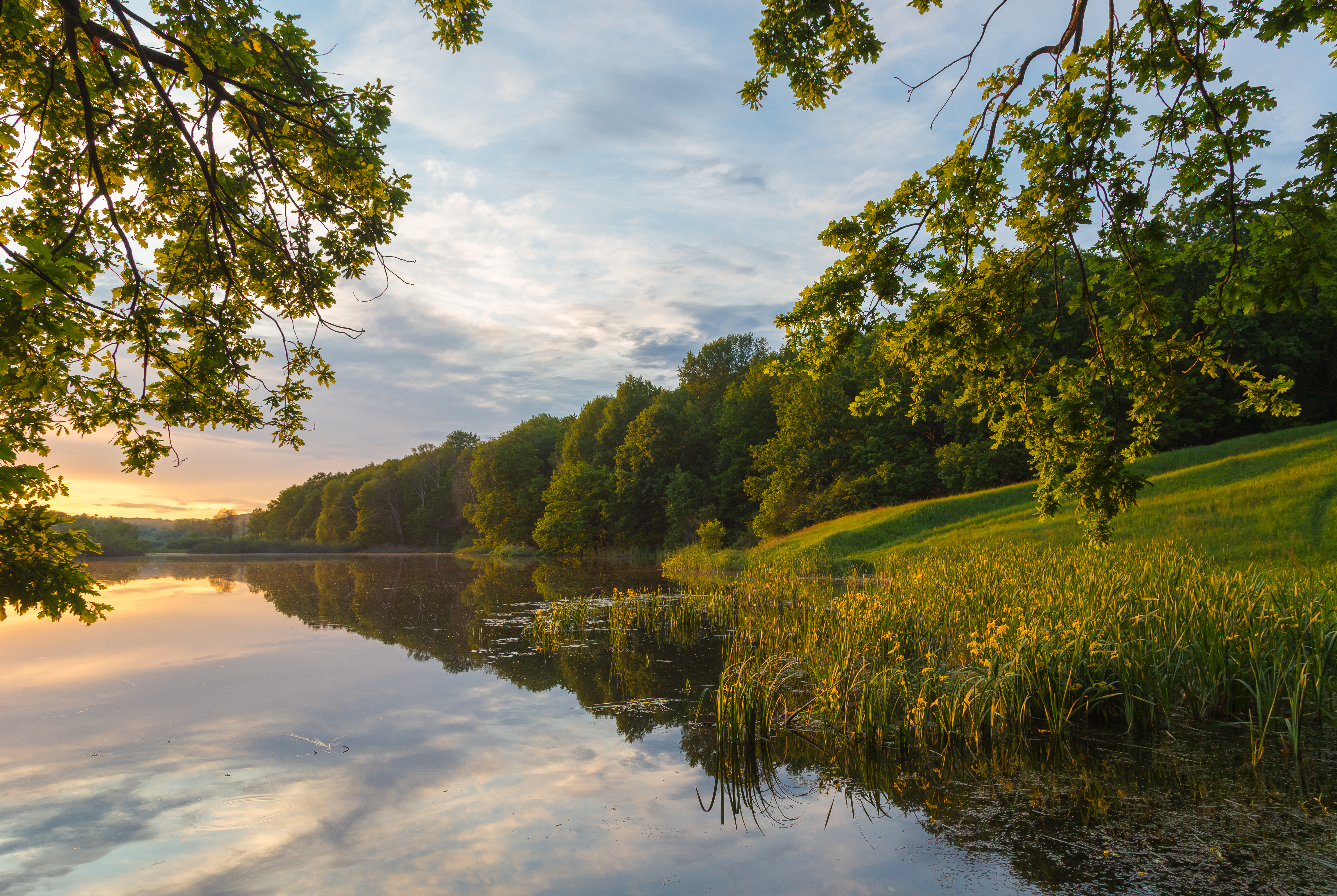
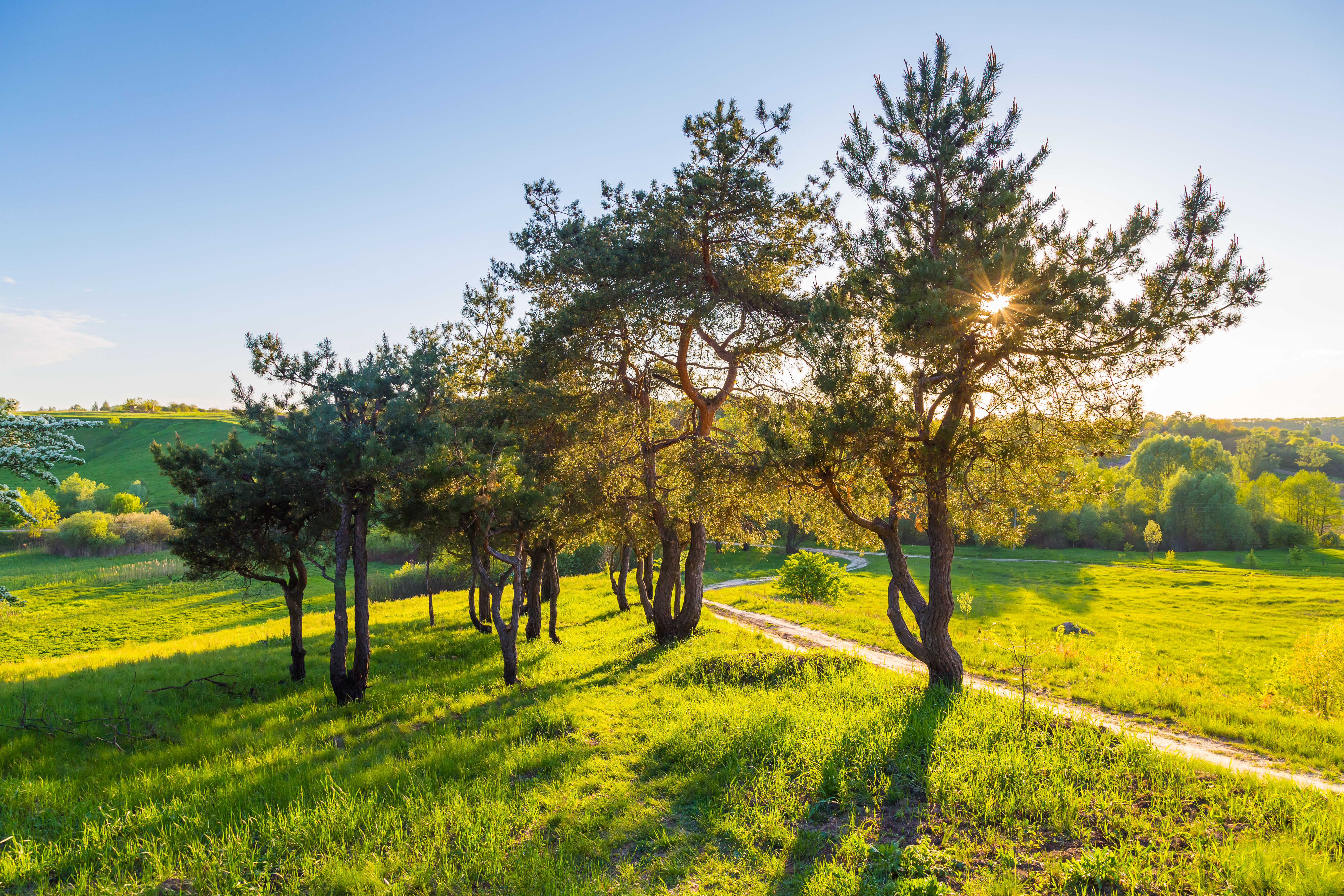

## Опис
Площа 65 га. Статус отриманий 2016 року. Перебуває у віданні: Роменська районна державна адміністрація  31,7 га, Дочірнє підприємство «Роменський агролісгосп» ОКАП «Сумиоблагроліс» — 33,3 га. 
Балковий лісостеповий комплекс, де ділянки лук чергуються з лісовими масивами. На території заказника зростають види рослин, занесені до Червоної книги України — пальчатокорінник м'ясо-червоний, пальчатокорінник травневий, водяться рідкісні комахи — жук-олень, вусач земляний хрестоносець.